# 마리니콜라앙투안 다블뤼
마리니콜라앙투안 다블뤼(프랑스어: Marie-Nicolas-Antoine Daveluy, 1818년 12월 31일 프랑스 아미앵 ~ 1866년 12월 30일, 충청남도 보령)은 프랑스 파리 외방전교회의 선교사이며 천주교 조선교구의 제5대 교구장이다. 조선에 입국하고 21년 동안을 복음을 전파하며 여생을 보냈다. 한국명은 안돈이(한국어: 安敦伊)이다. 시메옹프랑수아 베르뇌와 함께 병인박해가 있을 때 순교하였으며, 1984년에 한국의 103위 순교자의 일원으로 시성되었다.

## 생애

### 신학교육
다블뤼 주교의 아버지는 공장을 소유했으며, 시 의회의 일원이었다. 그의 가족은 종교적인 경건함으로 유명하였다. 다블뤼 주교는 농민의 아들인 모방신부처럼 대다수의 로마 가톨릭 선교사들이 프롤레타리아의 아들이었던 것과 달리 부르주아지 계급의 아들이었다는 다른 점이 있다. 7세에 라틴어를 배우기 시작하였고, 1827년 예수회 학교에 다니기 시작했다. 다블뤼는 1834년 10월 천주교 사제가 되기를 원하여 그의 고향 인근의 생 쉴피스(St. Sulpice) 신학교에 입학하였다. 1836년 그는 파리의 생 쉴피스 신학교에서 공부를 계속하였다. 1841년 그는 본당 사제로 임명되었다. 1843년 10월까지 본당 사제로 사목한 뒤, 파리 외방 전교회에 입회하게 된다.

### 조선에서의 사목
1844년 그는 6개월의 여행 끝에 마카오에 도착하였다. 천주교 조선교구의 제 3대 대목구장인 페레올 주교는 자신과 김대건 신부와 함께 한국으로 와 달라고 요청하였다. 상하이에서 작은 나무배 라파엘 호를 타고 긴 여정 끝에 충청남도의 강경에 도착하였다. 다블뤼는 1846년 조선에서 목회를 시작하여 2년 만에 1700명에게 그리스도와 함께 죽음과 부활을 경험하는 성사(로마서 8장 참조, 성사는 성례전이라고도 함)인 세례를 주었다. 그의 건강은 점차 악화되었지만, 아픈 와중에서도 라틴어를 가르치고, 한국어-프랑스어 사전과 여러 천주교 서적을 집필하였다(→문서선교). 그는 또한 조선 순교사를 집필하고 조선 천주교의 역사를 연구하였다. 페레올 주교를 이어 조선 대목구장이 된 베르뇌 주교가 도착하자 1844년 부대목구장으로 임명되었다. 악카의 명의주교 서품은 1857년 3월 25일 개인의 집에서 이루어졌다. 베르뇌 주교가 1866년 3월 순교하자, 다블뤼 주교가 조선 대목구장 승계를 하였다.

### 순교
다블뤼 주교는 1866년 12월 11일 그를 돕던 황석두 루카와 함께 체포되었다. 12월 14일 다블뤼 주교와 다른 두 선교사(오메트르 신부와 위앵 신부)는 한양의 감옥으로 압송되었다. 그들은 심문과 고문을 받고, 한양에서 100km 떨어진 갈매못에서 사형을 받게 되었다. 당시의 왕이었던 고종이 병을 앓고 있었기 때문에 수도에서 피를 흘리고 싶지 않았던 것이다. 다블뤼 주교는 갈매못에서 위앵 신부, 오메트르 신부와 장주기, 황석두와 함께 참수되었다.
축일은 12월 31일(103위 성인)이다.

### 한민족의 전통을 존중함
그림책인 <조선에서 파리까지 편지 따라 역사 여행>(조현범 글, 강전희 그림, 너머학교)에 따르면, 다블뤼 주교는 프랑스 사람이었지만, 1866년 병인박해때에 순교할 때까지 21년(1845년 김대건 신부와 함께 라파엘 호를 타고 입국-1866년 병인박해때에 참수당하여 순교)동안 살아낸 조선을 아끼고 사랑했다. 다블뤼 주교가 남긴 편지에 따르면, 그는 한국어를 매우 잘했고,산길→중국→이집트 알렉산드리아→프랑스를 거쳐 파리외방전교회에 배달된 편지와 보고서에서 소박한 판소리와 공동체가 서로 돕고 사는 한민족의 전통을 존중했다.그래서 조선의 여성들이 신던 종이신발, 부채. 산삼 따위를 편지와 함께 프랑스에 보내어 한민족의 전통을 널리 알렸다. 그가 남긴 기록들은 샤를 달레 신부가 한국 천주교회사를 쓸 때에 사용할 정도로 귀중한 역사이야기이다.경향신문에 따르면, 다블뤼 주교는 조선 사람들이 밥을 나누어 먹는 공동체 운동에 감동받아서, "이 나라에는 이상한 풍속이 있다. 밥을 나누어 먹는다."라고 썼다고 한다.

## 유해
3일 동안 시신이 바닷가에 방치되었다가, 가톨릭 신자들에 의해 매장되었다. 1866년 6월 중순, 가톨릭 신자들이 다른 순교자의 시신들과 함께 홍산의 석죽골(현재는 서짓골 성지로 명명됨)로 이장하였다. 순교자들의 시신은 여러번 옮겨졌다. 1882년에 나가사키로 옮겨졌으며, 1894년 5월 22일 용산 신학교로 옮겨졌다가, 1900년 9월 10일 명동대성당에 유해가 안치되었다. 현재 유해는 절두산 순교성지에 안치되어 있다.

## 시복과 시성
다블뤼 안토니오 주교는 1968년 10월 6일에 성 베드로 대성당에서 교황 바오로 6세가 집전한 24위 시복식을 통해 복자 품에 올랐고, 1984년 5월 6일에 서울특별시 여의도에서 한국 천주교 창립 200주년을 기념하여 방한한 교황 요한 바오로 2세가 집전한 미사 중에 이뤄진 103위 시성식을 통해 성인 품에 올랐다.

## 같이 보기
- 클로드샤를 달레